# Mimation
La mimation désigne le -m suffixé  (la lettre mem dans de nombreux abjads sémitiques) qui existe dans certaines langues sémitiques.
Cela existe en akkadien sur les noms singuliers, et était également présent en proto-sémitique.

## Sources
- (en) Cet article est partiellement ou en totalité issu de l’article de Wikipédia en anglais intitulé « Mimation » (voir la liste des auteurs).